# Steinacker Gusztáv
Steinacker Gusztáv (Bécs, 1809. március 1. – Buttelstädt, 1877. június 7.) evangélikus lelkész, tanár, író, műfordító a Debreceni Református Felsőbb Leányiskola igazgatója.

## Élete
Pesten, Pozsonyban és Rozsnyón tanult; bölcseleti és teológiai tanulmányait Késmárkon folytatta; teológiai tanulmányokat Bécsben és Halléban is végzett. Ezután magánnevelő volt Pesten; innen a debreceni református egyházközség presbitériuma hívására 1838-ban Debrecenbe költözött és elvállalta az újonnan felállított felsőbb leányiskola igazgató-tanári állását. A két évfolyamos iskolát az elemi (általában 4 éves) képzés fölé szervezte meg az egyház. 1842-ben Gölnicbánya evangélikus egyháza lelkészül választotta; 1846-ban a trieszti egyesült protestáns egyház lelkésze lett, de állását teológiai szabad iránya és a trieszti egyháztanáccsal s több konzervatív lutheránus egyháztaggal való összetűzése miatt 1852-ben el kellett hagynia. Ekkor Hannoverbe ment, ahol szintén lelkésznek választották meg, de az egyházi hatóságokkal itt is erős küzdelmei voltak, ezért 1854-ben Weimarba távozott és itt és a szomszédságban fekvő kis Buttelstädt községben élt 1877. június 7-én történt haláláig. Megismerkedett Liszt Ferenccel és a zeneszerző baráti köréhez tartozott. Számos magyar és német nyelven írt, neveléstannal, egyházi kormányzattal foglalkozó munkája jelent meg. A Kisfaludy Társaság 1875-ben külső tagjának választotta; itt 1877. november 28-án Dux Adolf tartott fölötte emlékbeszédet. Sokat fordított németre Kisfaludy Sándortól és Jósika Miklóstól.

## Emlékezete
Nevét viseli a buttelstädti általános iskola.

## Főbb munkái
- Harfentöne aus dem Ungarlande (Leipzig, 1835)
- A lányok neveléséről és tanításáról Magyarországban egy Pesten felállítandó nevelőintézet tervével együtt magasb és közép-rangu protestáns leányok számára. (Buda, 1837, németül is)
- Tapasztalások és intések a nőnevelés mezején, minden lelkes szülők s a nevelés szent ügyét szivökben hordó hazánkfiai számára. Élőszóval bevezeti Fay András. (Pest, 1842); Online
- Női hivatás és társalkodástan. Vezérvonal honunk érettebb növendékei s leányai számára. (Pest, 1842)
- Elméleti és gyakorlati német nyelvtan, leginkább honunk leánynevendékei számára. (Pest, 1842)
- Das Presbyterial- und Synodalwesen und die Union der evang. Kirche; erläutert in acht Kanzelreden über den von der Köthener Versammlung und der Wiener Konferenz im April und August 1848 den evangelischen Gemeinden Deutschland und Oesterreichs zur Prüfung vorgelegten Entwurf einer neuen Kirchenverfassung. (Triest, 1848.)
- Verfassungsentwurf für die evang. Kirche Österreichs. (Triest, 1850.)
- Die Reformation des XVI. Jahrhunderts im Lichte der Gegenwart (Weimar, 1857.)
- Bilder, Studien und Klänge aus dem Bereiche des Elternhauses und Kindergartens, der Bewahranstalt und Volksschule, nach (Friedr.) Fröbel'schen Grundsätzen. (Halle, 1868.)
- Ungarische Lyriker von Alexander Kisfaludy bis auf die neueste Zeit. Übersetzt von... (Leipzig, 1875.)
- Die Schlagworte der heutigen Kirchenparteien zur Orientirung für kirchlich gesinnte, zum Dienste der Kirche mit berufene Laienkreise von einem alten, erfahrenen Geistlichen. (Leipzig, 1877.)